# Гринберг, Джоэл
Джоэл Гринберг (англ. Joel Greenberg, род. 1949) — британский консультант по образовательным технологиям и историк, известный описанием роли Блетчли-парка во Второй мировой войне.
Гринберг получил степень доктора вычислительной математики в Манчестерском университете (UMIST) в 1973 году. Более 33 лет он работал в Открытом университете и занимал ряд руководящих должностей на уровне директоров. Он читает лекции и пишет о Блетчли-парке и его роли во Второй мировой войне. Он также проводит экскурсии по этому месту. Он является автором биографий Гордона Уэлшмана, ключевой фигуры в Блетчли-парке во время Второй мировой войны, и Алистера Деннистона, первого оперативного руководителя GCHQ. В 2017 году Джоэл написал главу в книге The Turing Guide о немецкой машине «Энигма» времён Второй мировой войны.

## Книги

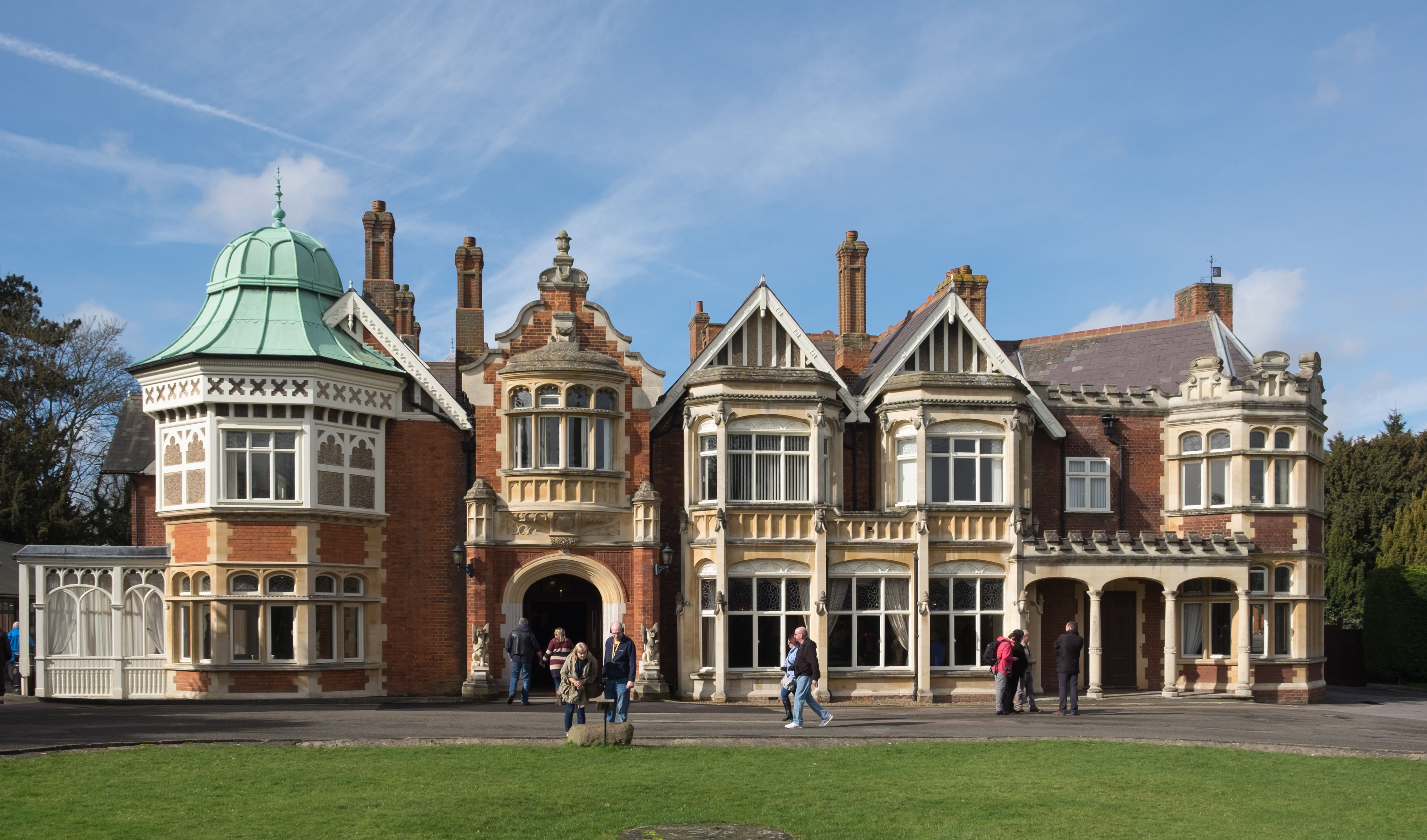
Особняк в Блетчли-парке, где Джоэл Гринберг изучает его историю и проводит экскурсии

- Greenberg, Joel. Gordon Welchman: Bletchley Park's Architect of Ultra Intelligence. — Frontline Books[англ.], 2017. — ISBN 978-1473885257.
- Greenberg, Joel. Alastair Denniston: Code-breaking From Room 40 to Berkeley Street and the Birth of GCHQ. — Frontline Books[англ.], 2017. — ISBN 978-1526709127.